# Dębniki (městská část)
Dębniki (polsky Dzielnica VIII Dębniki) je osmá městská část Krakova. Do roku 1990 spadala administrativně pod čtvrť Podgórze. K 31. prosinci 2007 žilo v Dębnikách 53 391 obyvatel. Rozloha městské části činí 4 216 ha.
K Městské části VIII Dębniki patří:
- Dębniki
- Ludwinów
- Zakrzówek
- Kobierzyn
- Skotniki
- Sidzina
- Pychowice
- Bodzów
- Kostrze
- Tyniec

sídliště:
- Ruczaj
- Podwawelskie
- část sídliště Kliny

### Externí odkazy

Městská část VIII Dębniki